# Comisaría
Se denomina comisaría, delegación o estación de policía al edificio de carácter permanente utilizado como cuartel general u oficina de la policía. El nombre proviene del hecho de que la persona al cargo de la comisaría ostenta el comisariado o cargo de comisario.
Las comisarías normalmente están repartidas a lo largo del territorio mediante una distribución geográfica por distritos, estando cada una al cargo de la seguridad ciudadana de su zona.
Normalmente, este tipo de edificios contienen entre sus dependencias despachos, oficinas, distintos servicios, comodidades para su personal y lugares de estacionamiento para los vehículos oficiales. También pueden contener calabozos temporales para los detenidos y salas de interrogatorio.

## Galería

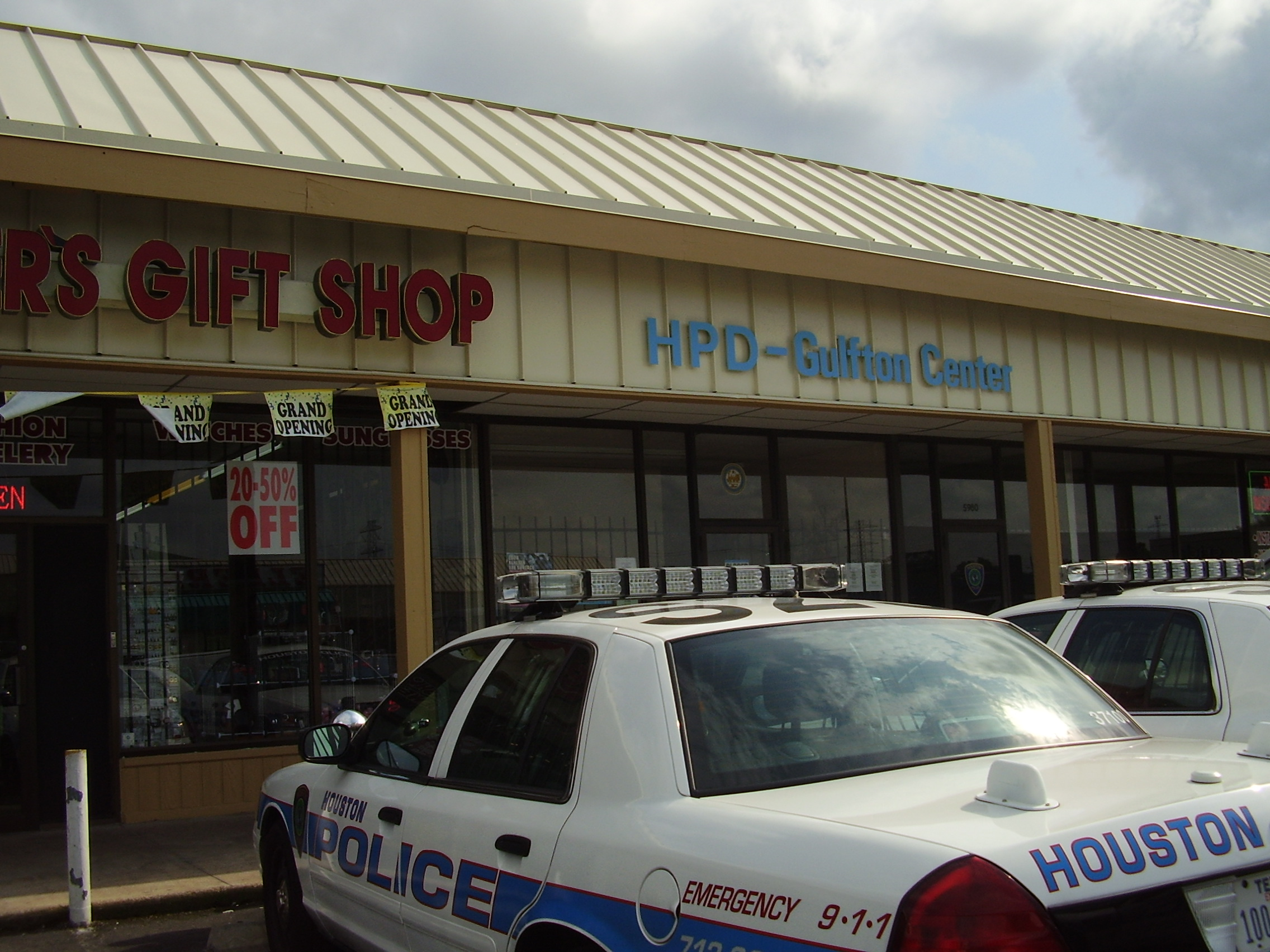
El Gulfton Storefront del HPD.
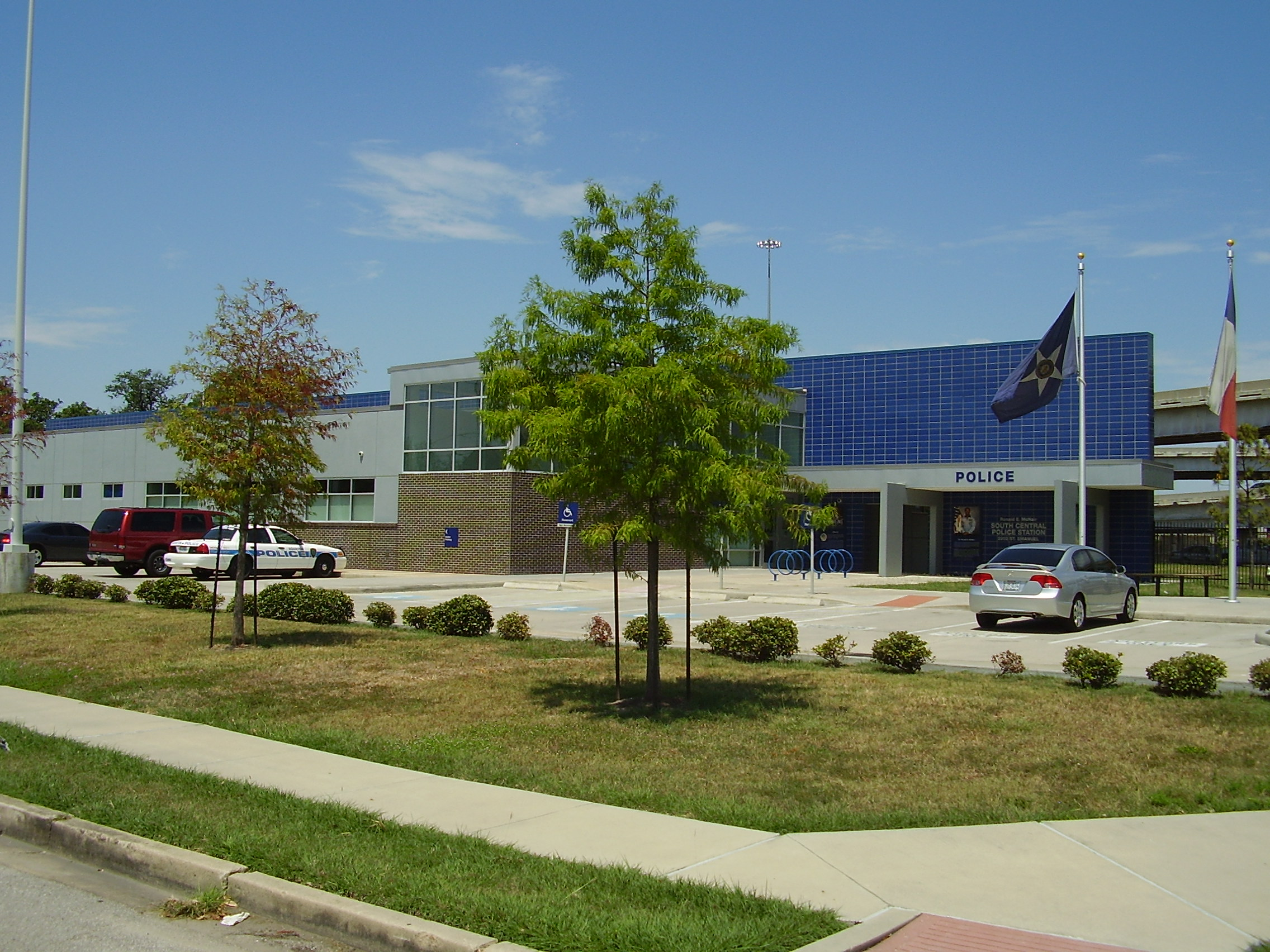
Subestación de Policía del Sur del Centro Ronald E. McNair, una comisaría del Departamento de Policía de Houston (HPD), en Houston, Texas, Estados Unidos.
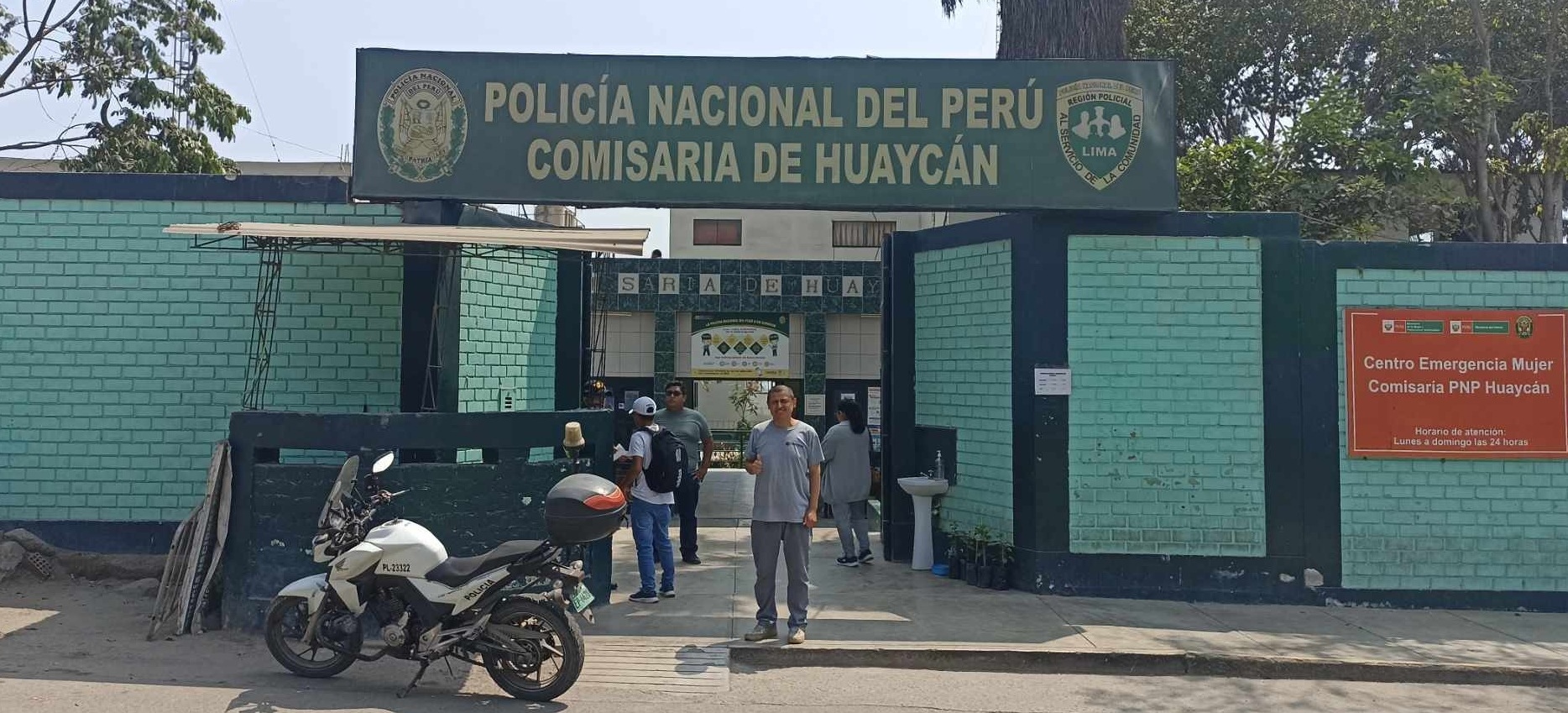
Comisaría PNP Huaycán, Lima, Perú.
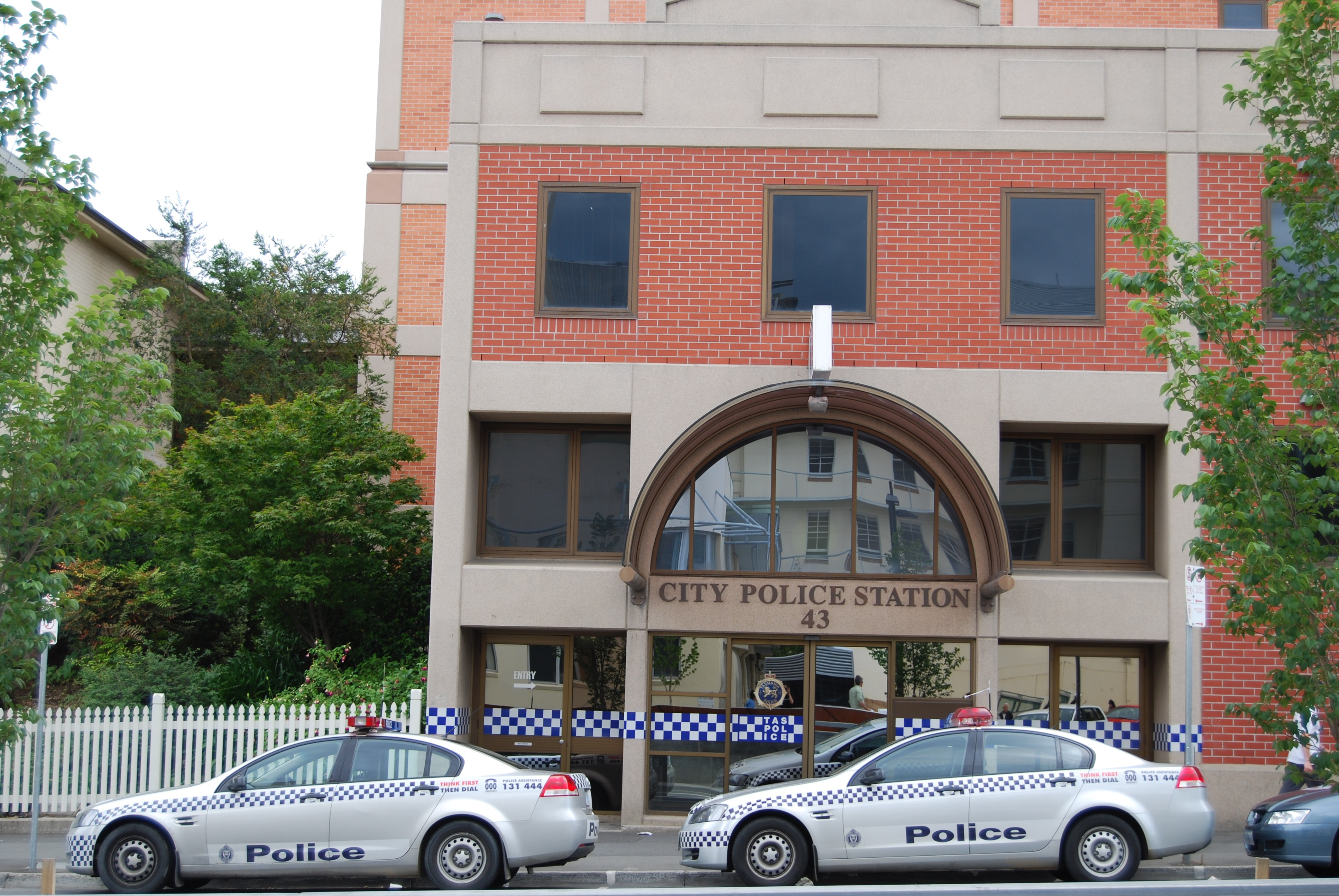
Comisaría de policía - Hobart, Australia.